# لسکوویکو
لسکوویکو (به لاتین: Leskovik) یک شهر در شهرستان کورچه در آلبانی است که در ناحیه کولونیه واقع شده‌است.

## مشخصات
این شهر دقیقاً در مرز یونان و آلبانی قرار دارد. جمعیت در سرشماری سال ۲۰۱۱، ۱۵۲۵ نفر بود.